# Fougerolles (Haute-Saône)
Fougerolles is een plaats en voormalige gemeente in het Franse departement Haute-Saône (regio Bourgogne-Franche-Comté) en telt 3759 inwoners (2011). De plaats maakt deel uit van het arrondissement Lure. Fougerolles is op 1 januari 2019 gefuseerd met de gemeente Saint-Valbert tot de gemeente Fougerolles-Saint-Valbert. 

## Geschiedenis
Fougerolles was een heerlijkheid die voor het eerst werd vermeld in 1131. De plaats hing ook af van de abdij van Remiremont en later van de priorij van Hérival. De streek was een twistappel tussen Bourgondië en Lotharingen en Fougerolles werd een terre de surséance, een gebied waarover de soevereiniteit voorlopig onbeslist is.
De kersenteelt en de productie van kirsch werd belangrijk aan het begin van de 19e eeuw.

## Geografie
De oppervlakte van Fougerolles bedraagt 50,8 km², de bevolkingsdichtheid is 74 inwoners per km².
De onderstaande kaart toont de ligging van Fougerolles (Haute-Saône) met de belangrijkste infrastructuur en aangrenzende gemeenten.

## Demografie
Onderstaande figuur toont het verloop van het inwonertal (bron: INSEE-tellingen).